# Tiana
|  | Per a altres significats, vegeu «Tiana (desambiguació)». |

Tiana és un municipi de la comarca del Maresme, limitant amb el Barcelonès i pertanyent al que es coneix per Barcelonès Nord. Pertany també a l'Àrea Metropolitana de Barcelona.
El municipi té una extensió de 790 ha, de les quals les dues terceres parts estan dins del Parc de la Serralada de Marina.
El nom prové del nom propi llatí Titius, documentat al segle xi com villa tizana o titiana.

## Geografia
- Llista de topònims de Tiana (orografia: muntanyes, serres, collades, indrets...; hidrografia: rius, fonts...; edificis: cases, masies, esglésies, etc.).

El municipi de Tiana és als vessants marítims de la Serralada Litoral, des del turó d'en Galceran o de Mates, al nord-est, fins al coll de Montalegre al nord-oest, per on passa la carretera de la Conreria que dona accés al Vallès Oriental per Sant Fost de Campsentelles. Davalla cap a la costa fins al terme municipal de Montgat. El territori és drenat per diverses rieres, com la riera de Tiana i la d'en Font, que desguassen al mar passant per Montgat. Té un microclima, una orientació i un sòl molt similars als d'Alella.
Confina al nord amb els municipis veïns de Santa Maria de Martorelles i Sant Fost de Campsentelles, a llevant amb el Masnou i Alella, a migdia amb Montgat, antiga barriada marinera de Tiana fins a la seva independència l'any 1933, i a ponent amb Badalona.
Tiana està situada a la Serralada de Marina i a la Costa de Llevant de Catalunya, a la part més meridional de la comarca del Maresme, a 15 km de Barcelona i a 20 de Mataró.

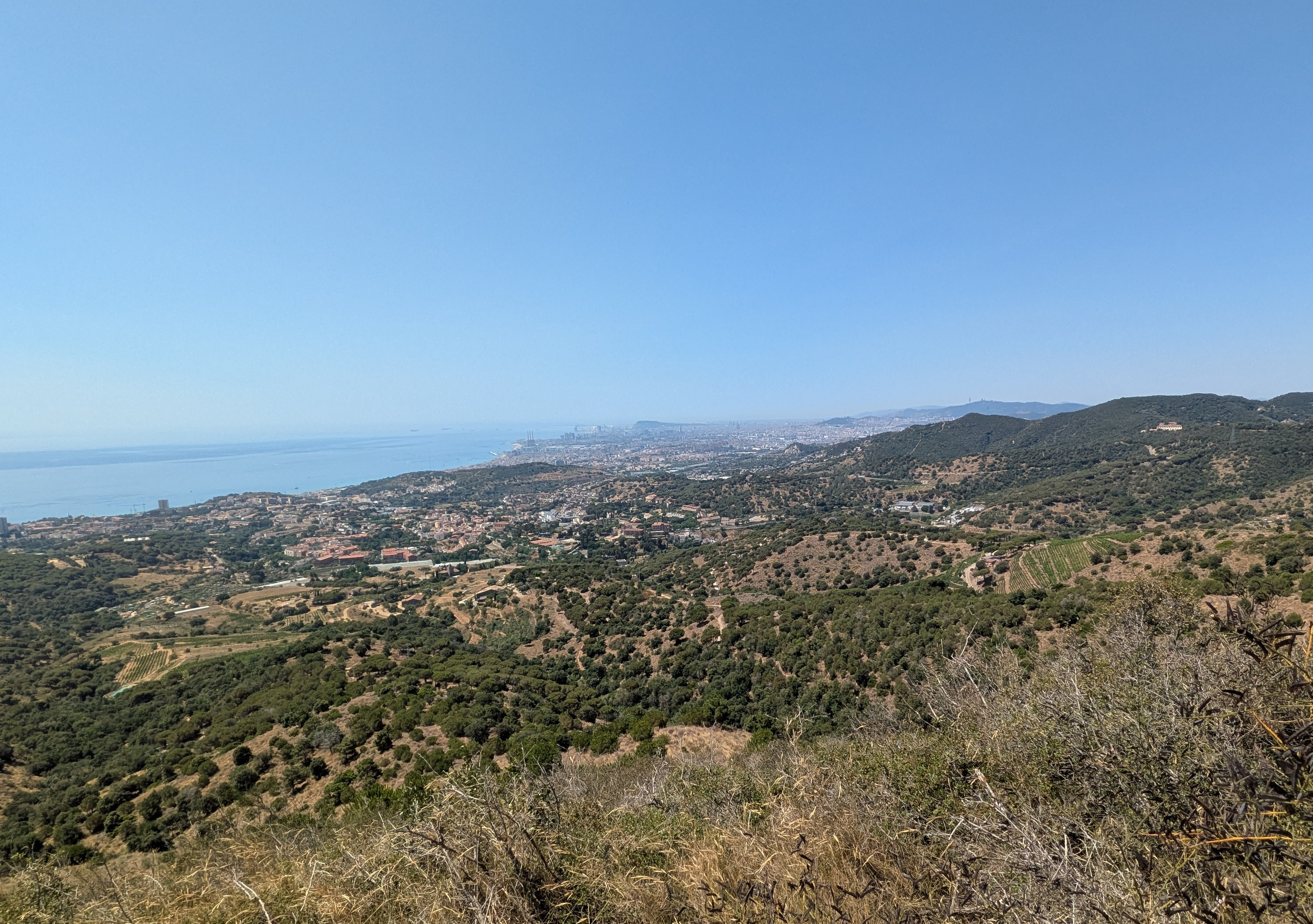
Vista al sud-oest sobre Tiana i (en la distància) la part nord-oest de Barcelona.

Tiana té una extensió de 7,90 km², la major part, de bosc, vinya i matoll.

### Comunicacions
Tiana és, juntament amb Montgat, l'últim poble de la línia de la costa en direcció a Mataró que pertany a l'Àrea Metropolitana de Barcelona. Pels seus habitants això es tradueix en la presència de fins a 3 línies d'autobusos urbans d'alta freqüència que connecten amb Montgat i Badalona, a part d'altres línies que connecten més puntualment amb pobles del Vallès Oriental com Mollet del Vallès. Aquestes línies urbanes (operades per la companyia TUSGSAL de Badalona) connecten el poble amb l'estació de la línia R1 de Rodalies Renfe de Montgat, Montgat Nord (Montsolís) i Badalona així com amb diverses parades del Metro de Barcelona de les línies L1 i L2 a Badalona. La línia d'autobusos nocturns N9 (operada també per Tusgsal) connecta Tiana amb el Portal de la Pau a Barcelona passant per Plaça de Catalunya, Sant Adrià del Besòs, Santa Coloma de Gramenet, Badalona i Montgat.
La proximitat amb Badalona i les línies d'autobús fan que els tianencs tinguin relacions més freqüents amb el Barcelonès Nord que amb la resta del Maresme. Per aquest motiu, és sovint agrupat amb Montgat i Badalona, com al diari Tot Badalona, Montgat i Tiana.
Per carretera, Tiana té entrada i sortida a les autopistes B-20 i C-32 sense peatge, ja que pertanyen a l'Àrea Metropolitana.
No té un servei de taxi propi, però està cobert pel servei de taxi de Badalona.

### Demografia
| Entitat de població | Habitants (2024) |
| Tiana               | 8.988            |
| la Virreina         | 335              |
| Font: Idescat       |                  |

Tiana té 9.110 habitants (2022), situant-se encara per sota dels municipis del seu entorn com Badalona, Montgat, el Masnou o Alella, que superen en el menor dels casos els set mil habitants.
L'escassetat de sòl declarat urbanitzable i la tipologia constructiva del municipi no ha permès que el creixement del municipi fos espectacular, tot i la seva situació en el contorn barceloní.
La densitat residencial al municipi és de 60 hab/ha de sòl urbà, molt per sota de les densitats que es donen en el municipis propers del continu urbà de Barcelona, amb densitats que superen els 300 hab/ha, però per sobre d'altres municipis de l'entorn com Alella (30 hab./ha) caracteritzats per un creixement dispers.
El creixement demogràfic de Tiana s'ha donat bàsicament a partir dels anys vuitanta. En els darrers anys aquest procés s'ha estabilitzat, tot i que el municipi segueix creixent quant a nombre d'habitants.
El procés de consolidació de les primeres residències ha estat el factor clau del creixement demogràfic del municipi. En poc més de quinze anys, el percentatge de primeres residències ha augmentat des del 62,6% l'any 1981, fins al 92,9% a principis de l'any 2000 sobre el total de residències del municipi.
| 1497 f | 1515 f | 1553 f | 1717 | 1787 | 1857  | 1877  | 1887  | 1900  | 1910  |
| ------ | ------ | ------ | ---- | ---- | ----- | ----- | ----- | ----- | ----- |
| 47     | -      | 50     | 307  | 884  | 2.096 | 2.097 | 2.047 | 2.130 | 2.647 |

| 1920  | 1930  | 1940  | 1950  | 1960  | 1970  | 1981  | 1990  | 1992  | 1994  |
| ----- | ----- | ----- | ----- | ----- | ----- | ----- | ----- | ----- | ----- |
| 3.139 | 3.805 | 1.822 | 1.596 | 2.198 | 2.608 | 3.025 | 4.578 | 4.779 | 4.779 |

| 1996  | 1998  | 2000  | 2002  | 2004  | 2006  | 2008  | 2010  | 2012  | 2014  |
| ----- | ----- | ----- | ----- | ----- | ----- | ----- | ----- | ----- | ----- |
| 5.172 | 5.385 | 5.663 | 6.201 | 6.789 | 7.305 | 7.505 | 7.774 | 8.151 | 8.314 |

| 2016  | 2018  | 2020  | 2022  | 2024  | 2026 | 2028 | 2030 | 2032 | 2034 |
| ----- | ----- | ----- | ----- | ----- | ---- | ---- | ---- | ---- | ---- |
| 8.553 | 8.709 | 8.945 | 9.110 | 9.305 | -    | -    | -    | -    | -    |

### Activitat econòmica
Tiana és un municipi bàsicament residencial, donada la seva condició de poble i la seva proximitat a centres urbans com Barcelona o Badalona. La majoria de llocs de treball que existeixen al poble corresponen al sector de serveis. Durant els últims anys el sector de la construcció havia notat un augment considerable a causa de l'augment demogràfic que havia patit també el poble, però des de l'arribada de la recessió econòmica aquest sector ha estat bastant escàs.
Una de les activitats econòmiques principals a Tiana és l'agricultura de secà (ecològica en alguns casos) del raïm i, sobretot, la producció de vins i caves. La totalitat del territori de Tiana forma part de la denominació d'origen (DO) Alella i algunes bodegues importants d'aquesta denominació d'origen, com AltaAlella o Quim Batlle s'alcen sobre sòl tianenc. També cal destacar la presència de la famosa i tradicional cava Parxet, que ha estat un dels símbols de Tiana durant anys.
Els dimarts té lloc el mercat setmanal.

## Cultura
Tiana fou la casa de la narradora infantil i dibuixant Lola Anglada des de 1940 fins a la seva mort l'any 1984. Anglada és actualment filla adoptiva de Tiana, igual que Joan Garí, i dona nom a una de les dues escoles públiques de primària del poble així com un jardí botànic i a un carrer del poble.
Isaac Albéniz va actuar a Tiana, el poble on havia nascut el seu fill Alfons, en el seu últim concert a Espanya l'any 1906 a una sala anomenada Sala Giral, que després passaria a ser el Cine Tiana. En aquell concert, Isaac Albéniz va negar l'entrada a tots els senyors de Barcelona que s'havien desplaçat per sentir-lo i va oferir l'actuació a la gent del poble.
Tiana Antica, és un festival de música antiga que se celebra a Tiana des de l'any 1999. El festival pretén difondre la música antiga interpretada amb instruments originals i criteris històrics. Es fa cada primavera, durant dos caps de setmana, en diferets espais de la població, com ara l'ermita de la Mare de Déu de l'Alegria, antic temple parroquial de Tiana, que fou consagrat l'any 1104.
Cada any, als mesos d'estiu, té lloc al poble el festival musical Estiu Jazz, que consisteix en diversos concerts gratuïts, principalment de Jazz, que tenen lloc a l'aire lliure al Bar del Casal els vespres dels dijous. Els últims anys aquestes actuacions s'han repartit entre el Bar del Casal i la Plaça de la Vila.
La primera setmana de setembre se celebra la Festa Major de Sant Cebrià, patró del poble, mentre que la "Festa Major petita" del poble se celebra a finals del mes de maig en honor de Santa Maria de Montalegre, la patrona del poble. Sant Cebrià és l'advocació principal de l'església de Tiana, situada al nucli antic del poble, mentre que la Cartoixa de Montalegre es troba a la Conreria. L'ermita de l'Alegria, més petita, es troba a la falda de la Conreria, al costat del cementiri del poble.
Tiana compta amb un observatori espacial, amb un grup d'astronomia i una emissora de ràdio, Radio Tiana, que emet a freqüència 107.2 FM al poble i la rodalia.
Inaugurat l'any 1916, el tramvia de Montgat-Tiana, dissenyat per Joan Garí, va operar durant gairebé quaranta anys. Després de la seva retirada, un dels vagons va ser col·locat en una plaça de Tiana que es va anomenar "Plaça del Tramvia" commemorativament. Al cap d'uns anys, a causa del deteriorament causat per la intempèrie i sobretot al factor humà, el mal estat del vagó va obligar-lo a ser retirat d'aquell emplaçament per acabar en un dipòsit municipal on espera una nova ubicació mentre prossegueix el seu deteriorament. Això ha estat tema de protesta per part dels tianencs des que es va enviar el vagó al dipòsit.
Tiana compta amb les figures de dos gegants tradicionals, el Cavaller i la Novícia. Aquests es troben exposats a la Sala Albéniz.
Des de l'any 2012, durant el mes de gener, Tiana organitza Tiana Negra, el Festival de Novel·la negra catalana, que acull els autors i les novel·les més importants de la literatura negra catalana actual. En el marc del festival es lliura el Premi Memorial Agustí Vehí Vila de Tiana.

### Mitjans de comunicació locals
Els principals mitjans de comunicació del poble són el diari digital i l'emissora pública La Local - Ràdio Tiana, així com la revista municipal Tiana't Arxivat 2019-03-06 a Wayback Machine. Les redaccions locals de mitjans generalistes com el Punt Avui, Línia Nord o la revista el Tot Badalona, Montgat i Tiana també s'ocupen de la informació local i comarcal.

### Esports
Tiana compta amb una zona poliesportiva situada a la Conreria, que consta d'una piscina municipal descoberta, un gimnàs amb piscina coberta, un camp de futbol de gespa artificial i un pavelló poliesportiu.
Al centre del poble, el parc del "Camp de futbol vell" s'alça sobre un antic camp de futbol de sorra i compta amb una pista pavimentada.
El club Casino de Tiana, un club social privat reservat per a socis, compta entre les seves instal·lacions amb quatre pistes de tennis, dues de pàdel i una de frontó.

### Llocs d'interès
- Restes arqueològiques de la vil·la de Can Sant-romà.[6]
- La Cartoixa de Montalegre.
- Ermita de la Mare de Déu de l'Alegria.
- Caves Parxet.

### Gastronomia

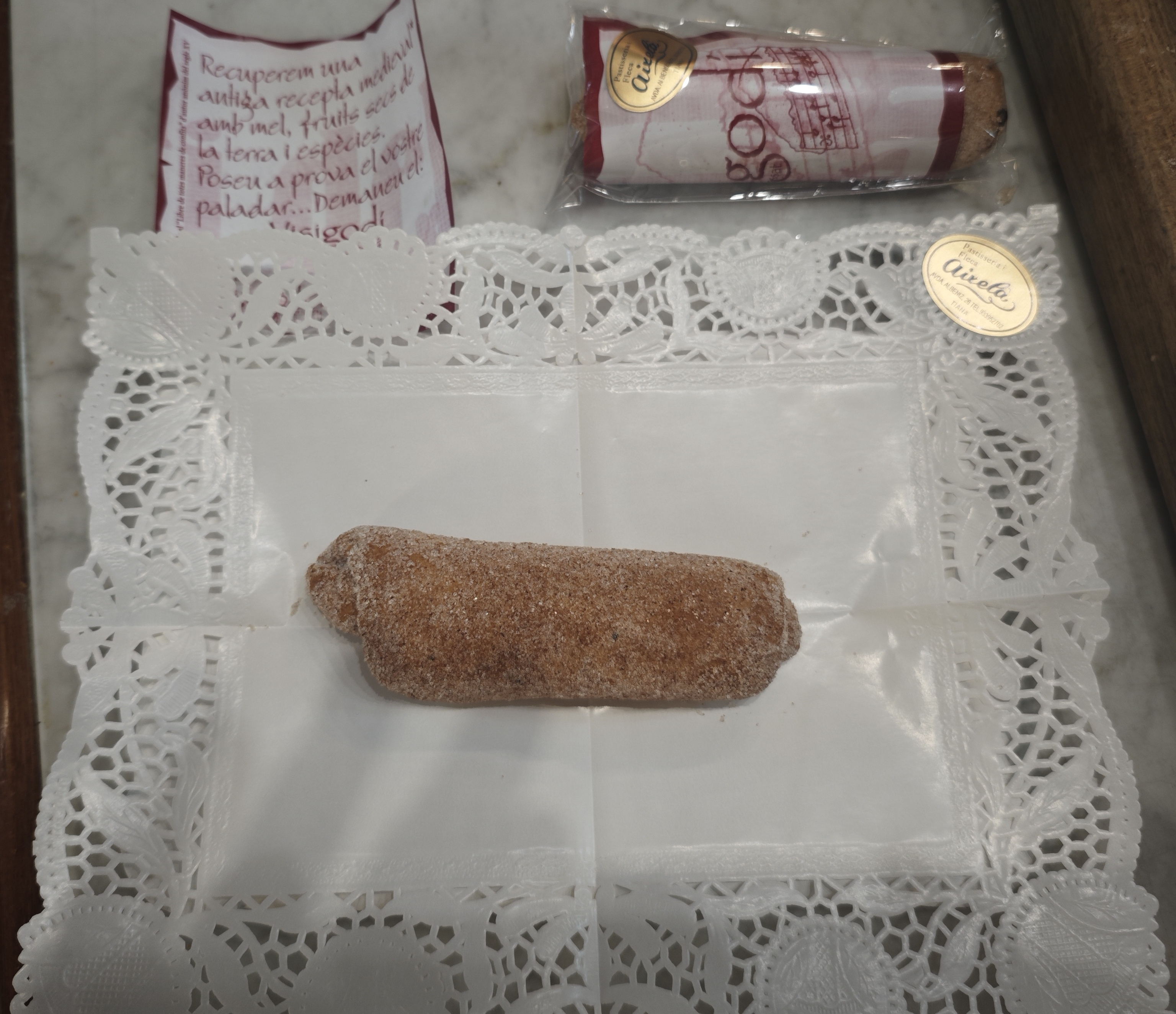
Visigodí, dolç típic de Tiana

Tiana compta amb un bon nombre de bars i restaurants, alguns d'ells ubicats fora del nucli urbà del municipi, en alguns casos a la falda de La Conreria. La naturalitat rural del municipi fa que l'oferta de plats tradicionals en aquests restaurants sigui elevada, sense oblidar la nova cuina. Això, sumat a la cultura vitivinícola del poble creen un clima gastronòmic molt agradable.
El Visigodí és un pastisset típic de Tiana, elaborat a partir d’una recepta del Llibre de totes maneres de confits, publicat al segle XV.
Tiana compta amb una fira gastronòmica anomenada Tast Tiana on tots els establiments de restauració del poble, així com els cellers, participen amb mostres que s'ofereixen als assistents. A la closa d'aquesta fira s'escull la millor mostra amb una votació per part dels assistents.

## Persones il·lustres
- Xavier Aguado i Companys, futbolista retirat.
- Lola Anglada, escriptora i il·lustradora
- Carles Cardús, subcampió mundial de motociclisme de 250cc.
- Ferran Cardús i González, pilot de motociclisme.
- Ricard Cardús i González pilot de motociclisme.
- Concepció Carreras i Fontsere, bibliotecària.
- Manel Comas, entrenador de bàsquet.
- Josep Cuní i Llaudet, periodista.
- Pere Esteve, polític.
- Miquel Gelabert, actor.
- Dr. Vicenç Lino Ferrándiz, metge, introductor de la Medicina Natural i creador del Quiromassatge, la Font del Ronyó i la Creu de Terme de Tiana.
- Jordi Marí, medallista olímpic en natació.
- Caterina Mieras i Barceló, exconsellera de Cultura de la Generalitat (2003-2006).
- Marc Parrot, cantant i compositor.
- Vicco, cantant i compositora.

## Càrrecs polítics
- Alcalde Isaac Salvatierra Pujol (Junts per Tiana) àrea de Govern i Transformació sostenible.
- Eulàlia Serrat de Mas (Junts per Tiana), primera tinent d’alcalde i regidora d’Educació, Llengua catalana, Igualtat i Envelliment actiu.
- Cristina Comas Spada (Junts per Tiana), regidora de Cultura i Patrimoni.
- Núria Amado Roman (Junts per Tiana), regidora d’Urbanisme sostenible i Espai públic.
- Andrés Ortiz Massó (Junts per Tiana), tercer tinent d’alcalde i regidor d’Acció climàtica i Mobilitat .
- Susanna Capell Aguayo (Junts per Tiana), segona tinent d’alcalde i regidora de Drets Socials i Salut.
- Jèssica Herrando Belmonte (Junts per Tiana), quarta tinent d’alcalde i regidora de Comerç, Relacions i esports .
- Pau Seda Oro, regidor d’Habitatge (Junts per Tiana), Participació i Infància i joventut.
- Altres regidors dels consistori sense càrrec;
  - Miquel Santiago Franco (PSC), regidor.
  - Montse Torres Prenafeta (Junts per Catalunya Tiana), regidora.
  - Diego Parra Gigante (PP), regidor.
  - Àlex Van Boven Campoy (ERC), regidor.
  - Albert Sales Castell, regidor.

| Legsilatures | Nom                                                                             | Partit          |  |
| ------------ | ------------------------------------------------------------------------------- | --------------- |  |
| 1979-1983    | Rafael Ballús Peraferrer (1979-1980) José María Galceran Villanueva (1980-1983) | PSC CiU         |  |
| 1983-1987    | Josep Maria Escudé Casanova                                                     | CiU             |  |
| 1987-1991    | Josep Maria Escudé Casanova                                                     | CiU             |  |
| 1991-1995    | Josep Maria Escudé Casanova                                                     | CiU             |  |
| 1995-1999    | Ferran Vallespinós i Riera                                                      | PSC             |  |
| 1999-2003    | Ferran Vallespinós i Riera                                                      | PSC             |  |
| 2003-2007    | Ferran Vallespinós i Riera                                                      | PSC             |  |
| 2007-2011    | Emili Muñoz Martínez                                                            | Gent-EPM        |  |
| 2011-2015    | Esther Pujol Martí                                                              | PSC             |  |
| 2015-2019    | Esther Pujol Martí                                                              | PSC             |  |
| 2019-2022    | Marta Martorell i Camps                                                         | ERC             |  |
| 2022-act.    | Isaac Salvatierra Pujol (des de 2022)                                           | Junts per Tiana |  |